# La Galipanada
La Galipanada fue un frustrado movimiento revolucionario en Venezuela ocurrido el 17 de agosto de 1858. El movimiento fue formado por liberales descontentos con el gobierno de Julián Castro Contreras quien había sido designado presidente tras la Revolución de Marzo que derrocó a José Tadeo Monagas. Las hostilidades diplomáticas de Inglaterra y Francia que habían impuesto un bloqueo naval a Venezuela en exigencia del cumplimiento del protocolo Urrutia y la presencia de elementos conservadores en el gobierno de Castro condujeron a planificar una insurrección.

## Desenlace
La imprudencia de los conspiradores, lo descabellado de sus planes y la excesiva confianza en la impopularidad del régimen, condujeron a que fueran derrotados sin mayores problemas. El general Carlos Soublette había colocado tropas en la zona del litoral, entre Catia La Mar y Maiquetía, con lo que derrotó y capturó en las cumbres de Galipán a una columna de los conspiradores que había salido de Caracas, subiendo por el Ávila, hacia La Guaira.

## Consecuencias
El fracaso del movimiento fue calificado como "ridículo sainete", dándosele el nombre de "Galipanada". Los miembros del comité revolucionario fueron detenidos y encarcelados; entre ellos se encontraba Antonio Guzmán Blanco y Rafael Agostini. Como recuerdo de ese pasaje histórico, existe una cruz en el sitio donde falleció uno de los soldados caídos en combate, en el área de Boca´e Tigre, en la subida hacia Galipán.